# Catch for Us the Foxes
Catch for Us the Foxes è il secondo album in studio del gruppo musicale statunitense mewithoutYou, pubblicato il 5 ottobre 2004 dalla Tooth & Nail Records.

## Tracce
1. Torches Together – 3:47
2. January 1979 – 3:26
3. Tie Me Up! Untie Me! – 3:41
4. Leaf – 3:37
5. Disaster Tourism – 2:58
6. Seven Sisters – 3:48
7. The Soviet – 3:03
8. Paper Hanger – 4:12
9. My Exit, Unfair – 3:52
10. Four Word Letter (Pt. Two) – 4:22
11. Carousels – 5:41
12. Son of a Widow – 3:27

## Formazione
- Aaron Weiss – voce, tastiera
- Michael Weiss – chitarra solista, cori
- Christopher Kleinberg – chitarra ritmica
- Daniel Pishock – basso, cori
- Rickie Mazzotta – batteria, percussioni

## Classifiche
| Classifica (2004)         | Posizione |
| ------------------------- | --------- |
| Stati Uniti (christian)   | 13        |
| Stati Uniti (heatseekers) | 20        |